# Tomba di Vigna Grande
La  Tomba di Vigna Grande  (littéralement « Tombe de la Grande Vigne »)  est une tombe étrusque proche de la ville de Chiusi, dans la province de Sienne en Toscane, à la limite de l'Ombrie.

## Description
La Tomba di Vigna Grande, l'une des tombes étrusques de Chiusi, se trouve à environ 1 km au sud de la ville près de la via Cassia et est datée du IIe siècle av. J.-C.
La tombe a été découverte au cours du XIXe siècle et appartient à une phase tardive de la civilisation étrusque (période hellénistique et romanisation), faisant remonter son origine, comme la tomba del Granduca, au IIe siècle av. J.-C.

## Sources
- (it) Cet article est partiellement ou en totalité issu de l’article de Wikipédia en italien intitulé « Tomba di Vigna Grande » (voir la liste des auteurs).